# 청문

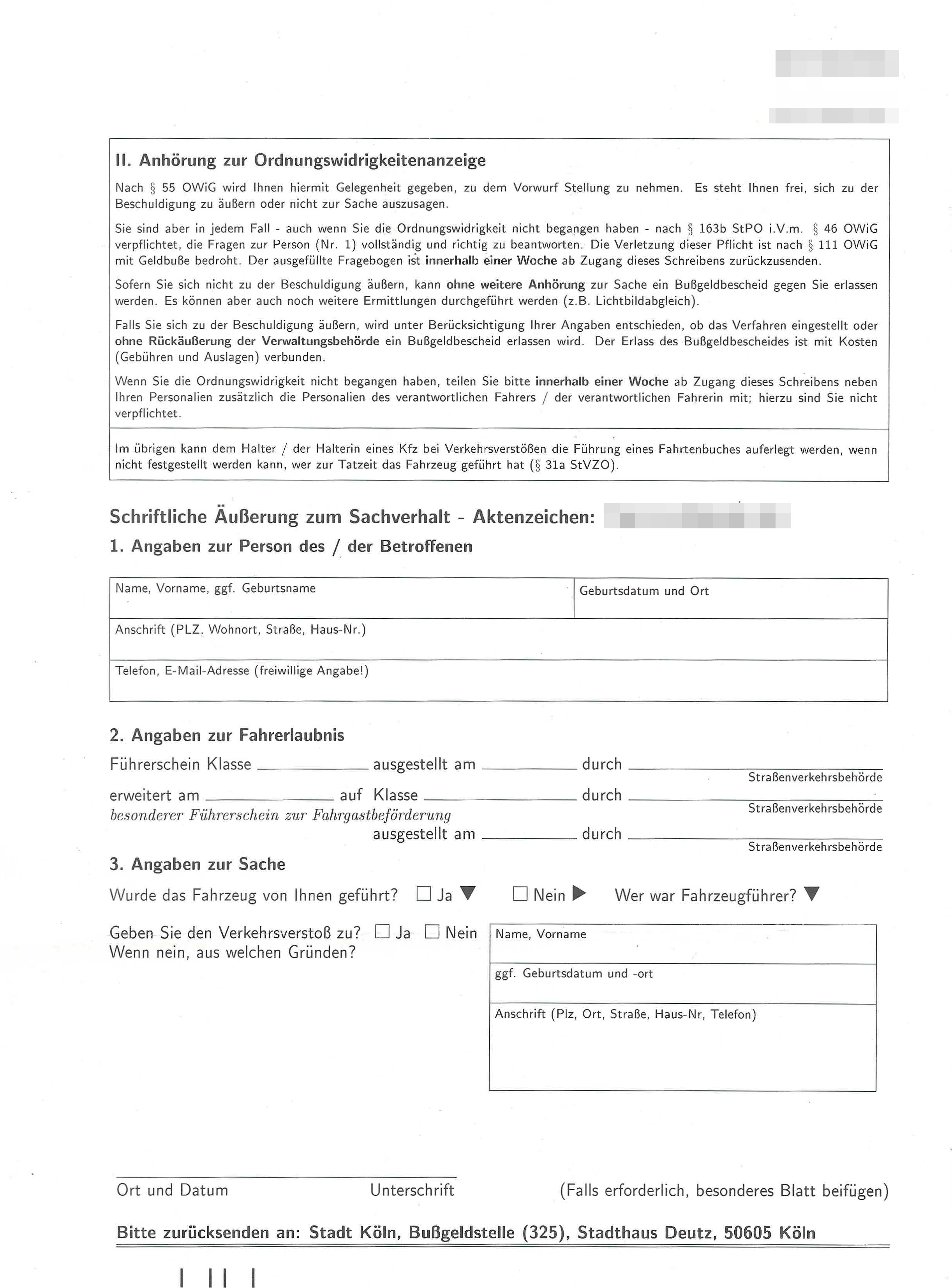

청문(聽聞)이란 행정 기관이 규칙 제정·쟁송을 해결함에 이해관계인이나 제3자로부터 의견을 듣는 것을 말하며, 청문을 위한 모임을 청문회(聽聞會)라고 부른다.

## 개요
넓은 의미의 청문은 행정 명령의 제정, 행정에 관한 정책이나 구체적인 조치의 결정 등에 의하여 영향을 받거나 불이익을 입게 될 당사자 또는 이해관계인에게 자신의 의견을 표명하거나 유리한 증거를 제출할 기회를 제공하는 것을 말하며, 의견제출, 협의의 청문, 공청회 등이 포함된다. 좁은 의미의 청문은 당사자 등에게 직접 청문 주재자 앞에서 의견이나 자료 등을 제출할 수 있는 기회를 주는 것을 말하며, 사실심형 청문과 진술형 청문이 있다.
행정적 의미에서는 행정기관이 이해 관계인들로부터 의견을 듣는 행정청문(行政廳聞)을 뜻한다. 즉, 행정처분 및 기타 공권력을 행사하기 전에 미리 상대방 또는 이해관계인에게 사안을 알려 상대방·이해관계인들로 하여금 그 권익에 대하여 주장할 수 있는 기회를 주는 절차이다.

## 판례
- 구 공중위생법(1999. 2. 8. 법률 제5839호 공중위생관리법 부칙 제2조로 폐지) 제24조 제1호, 행정절차법 제22조 제1항 제1호, 제4항, 제21조 제4항 및 제28조, 제31조, 제34조, 제35조의 각 규정을 종합하면, 행정청이 유기장업허가를 취소하기 위하여는 청문을 실시하여야 하고, 다만 행정절차법 제22조 제4항, 제21조 제4항에서 정한 예외 사유에 해당하는 경우에는 청문을 실시하지 아니할 수 있으며, 행정청이 선정한 청문주재자는 청문을 주재하고, 당사자 등의 출석 여부, 진술의 요지 및 제출된 증거, 청문주재자의 의견 등을 기재한 청문조서를 작성하여 청문을 마친 후 지체 없이 청문조서 등을 행정청에 제출하며, 행정청은 제출받은 청문조서 등을 검토하고 상당한 이유가 있다고 인정하는 경우에는 청문결과를 적극 반영하여 행정처분을 하여야 하는 바, 이러한 청문절차에 관한 각 규정과 행정처분의 사유에 대하여 당해 영업자에게 변명과 유리한 자료를 제출할 기회를 부여함으로써 위법사유의 시정 가능성을 고려하고 처분의 신중과 적정을 기하려는 청문제도의 취지에 비추어 볼 때, 행정청이 침해적 행정처분을 함에 즈음하여 청문을 실시하지 않아도 되는 예외적인 경우에 해당하지 않는 한 반드시 청문을 실시하여야 하고, 그 절차를 결여한 처분은 위법한 처분으로서 취소 사유에 해당한다.[1]
- 제21조 제4항에서 정한 예외사유에 해당하는 경우에 한하여 청문을 실시하지 아니할 수 있으며, 이러한 청문제도는 행정처분의 사유에 대하여 당사자에게 변명과 유리한 자료를 제출할 기회를 부여함으로써 위법사유의 시정가능성을 고려하고 처분의 신중과 적정을 기하려는 데 그 취지가 있음에 비추어 볼 때, 행정청이 침해적 행정처분을 함에 즈음하여 청문을 실시하지 않아도 되는 예외적인 경우에 해당하지 않는 한 반드시 청문을 실시하여야 하고, 그 절차를 결여한 처분은 위법한 처분으로서 취소사유에 해당한다.[2]

## 적법절차
적법절차에는 자연적 정의가 포함되고, 자연적 정의에는 쌍방청문원칙이 포함된다. 쌍방청문원칙이란 누구든지 청문없이 불이익을 당하지 않는다는 것으로서, 쌍방이 청문되어야 한다(Audi alteram partem, Both sides must be heard)는 것을 말한다. 로마법 이래의 2천년 가까이 된 법원칙이다. 한국 미국 영국에서 헌법적 원리로 적용되고 있다.

## 같이 보기
- 인사청문회
- 청문권